# شریل توسن
شریل توسن (انگلیسی: Cheryl Toussaint؛ زادهٔ december ۱۶, ۱۹۵۲ (۷۲ سال)) ورزشکار دو و میدانی اهل ایالات متحده آمریکا است.
وی در مسابقات کشوری و بین‌المللی در مجموع برندهٔ ۱ مدال طلا، ۱ مدال نقره شده‌است.